# Korea Juniors 2012
Das Korea Juniors 2012 fand als bedeutendstes internationales Nachwuchsturnier von Südkorea im Badminton vom 4. bis zum 9. November 2012 in Hwasun statt. Es war die erste Auflage der Veranstaltung.

## Sieger und Platzierte
| Disziplin    | Gold                               | Silber                     | Bronze                                    |
| ------------ | ---------------------------------- | -------------------------- | ----------------------------------------- |
| Herreneinzel | Sitthikom Thammasin                | Jung Jae-wook              | Choi Sol-gyu                              |
| Herreneinzel | Sitthikom Thammasin                | Jung Jae-wook              | Heo Kwang-hee                             |
| Dameneinzel  | Kim Hyo-min                        | Lee Jang-mi                | Ryu Young-seo                             |
| Dameneinzel  | Kim Hyo-min                        | Lee Jang-mi                | Lee Min-ji                                |
| Herrendoppel | Choi Sol-gyu Kim Ki-hoon           | Kim Jung-ho Park Se-woong  | Dechapol Puavaranukroh Kittinupong Kedren |
| Herrendoppel | Choi Sol-gyu Kim Ki-hoon           | Kim Jung-ho Park Se-woong  | Hsu Jui-ting Kuo Po-cheng                 |
| Damendoppel  | Lam Narissapat Puttita Supajirakul | Kim Hyo-min Lee Min-ji     | Kong Hee-yong Seong Seung-yeon            |
| Damendoppel  | Lam Narissapat Puttita Supajirakul | Kim Hyo-min Lee Min-ji     | Ayako Sakuramoto Miyuki Kato              |
| Mixed        | Kim Jung-ho Kim Ji-won             | Choi Sol-gyu Chae Yoo-jung | Seo Seung-jae Kim Hye-jeong               |
| Mixed        | Kim Jung-ho Kim Ji-won             | Choi Sol-gyu Chae Yoo-jung | Hong Seok-joo Kim Na-young                |